# Shōnai (Yamagata)
Shōnai (庄内町 Shōnai-machi?) es un pueblo localizado en la prefectura de Yamagata, Japón. Su área total es de 249,17 km² (kilómetros cuadrados). En junio de 2019, tenía una población de 20 507 habitantes, y una densidad de población de 82,3 hab./km² (habitantes por kilómetro cuadrado).

## Geografía

### Municipios circundantes
- Prefectura de Yamagata
  - Tsuruoka
  - Sakata
  - Mikawa
  - Tozawa
  - Ōkura
  - Nishikawa

## Demografía
Según datos del censo japonés, la población de Shōnai ha disminuido en los últimos años.
| Año del censo | Población |
| ------------- | --------- |
| 1995          | 26 251    |
| 2000          | 25 489    |
| 2005          | 24 677    |
| 2010          | 23 158    |
| 2015          | 21 666    |